# ハイデック
ハイデック (ドイツ語: Heideck, ドイツ語発音: [ˈha‿idɛk]) は、ドイツ連邦共和国バイエルン州ミッテルフランケンのロート郡に属す郡所属市である。ハイデックは、ニュルンベルク大都市圏の一角をなす都市であると同時に、フランケン湖水地方にも属している。

## 地理

### 位置
ハイデックは、ミッテルフランケンの南部、ロート湖とブロムバッハ湖の間に位置する。（どちらの湖へのおよそ15kmほどである）市域には、ニュルンベルクとミュンヘンの間で最も高い、海抜610mのシュロスベルクもある。ハイデックを貫いてロート川が流れている。ゼーリングシュタット地区の南は、ヨーロッパ分水界となっている。この北側は、北海へ、南は黒海へ注ぐ流域である。

### 自治体の構成
本市は、公式には17の地区 (Ort) からなる。このうち小集落や孤立農場などを除く集落を以下に列記する。
| - アーベルツハウゼン - アルテンハイデック - フィヒテンミューレ - ハイデック - ヘーフェン - ラッフェナウ - ライプシュタット | - リーベンシュタット - ルードレッツホルツ - シュロスベルク - ザイボルツミューレ - ゼーリングシュタット - ラウテンヴィント |

## 歴史
1192年に、騎士ハーデブラント2世は、現在のハイデックの市域にあたる地域に定住し、最初の城を建てた。1278年に、ハイデック家（以後、この一門はこの名を名乗る）は、シュロスベルクに新しい城を建設した。山間の谷に現在のハイデック市が創設され、1288年に nova civitas （新しい都市）として初めて文献に記録された。その後の数世紀、ハイデックはその領主を何度か替えた。1471年からこの都市は、ヴィッテルスバッハ家のバイエルン＝ランツフート伯（後のプファルツ＝ノイブルク侯領）ルートヴィヒ9世に支配された。16世紀に一時期ニュルンベルクの統治下に入り、1806年にバイエルン王国領となった。

## 行政

### 市議会
ハイデックの市議会は16議席からなる。

## 文化と見所

### 博物館
- 郷土芸術資料館: 郷土博物館の中に、手工芸、農業、家事の歴史展示。特に見所は、19世紀の教室と、古い歯科医の診療所を再現した展示である。

### 建造物
- 洗礼者聖ヨハネ教区教会: ローマ・カトリックのハイデック市教区教会は、中世様式と近世様式の混淆した興味深い例である。主翼は主にロマネスク様式であるが祭壇室と鐘塔はゴシック様式である。この教会は1457年に献堂された。18世紀に建築の拡張が行われ、現在この教会の内装は、ロココ様式となっている。
- 聖母教会: 1419年にフリードリヒ2世・フォン・ハイデックにより建造されたハイデックで最も古い教会で、1475年までハイデック貴族家の廟所であった。礼拝堂は、ゴシック様式の砂岩建築で、フランケン地方特有の木組み建築の骨組みと擬宝珠型の屋根を持つ塔を備えている。教会内部は、この地域に比肩する者のない15世紀のフレスコ画で彩られている。このフレスコは、20世紀の初めに再発見され、公開された。
- クロイト城: 市の北側の高台に、16世紀にクロイト城が築かれた。この歴史的建造物は広い範囲で保存されている。1979年に修復された城は現在、ホテルおよび乗馬場として利用されている。

### 年中行事
- 郷土祭
- クリスマス市

## 経済と社会資本

### 経済
ハイデックの経済は、ニュルンベルク大都市圏内という地理条件によって形作られた。この都市は、かつて農業生産、特にホップ栽培に、大きく依存していたが、現在では農業分野は小さなウェイトを占めるのみである。ハイデックには、多くの工業企業、特に金属加工業と半導体産業が工場を構えている。また、フランケン湖水地方内という位置から観光業などのサービス業も大きな役割を担っている。

### 交通
- ハイデックはアウトバーンA9号線に近い位置にある（インターチェンジ56「ヒルポルトシュタイン」）。
- 1974年までは、現在は廃線になっている鉄道ロート - グレーディング線（「グレードル」）の駅が置かれていた。
- 現在は、高速鉄道のニュルンベルク - インゴルシュタット - ミュンヘン線の鉄道が発着するアラースベルク駅までバス路線が通っている。
- 最寄りの空港は、ニュルンベルク国際空港である。

## 人物

### 出身者
- リヒャルト・シュテュックレン (Richard Stücklen, 1916 - 2002) 政治家 (CSU)。
- オスカー・シュナイダー (Oscar Schneider, 1927 - ) 政治家 (CSU)。

## 引用
1. ↑  https://www.statistikdaten.bayern.de/genesis/online?operation=result&code=12411-003r&leerzeilen=false&language=de Genesis-Online-Datenbank des Bayerischen Landesamtes für Statistik Tabelle 12411-003r Fortschreibung des Bevölkerungsstandes: Gemeinden, Stichtag (Einwohnerzahlen auf Grundlage des Zensus 2011)
2. ↑  Max Mangold, ed (2005). Duden, Aussprachewörterbuch (6 ed.). Dudenverl. p. 393. ISBN 978-3-411-04066-7
3. ↑  Bayerische Landesbibliothek Online